# Stephanodes missionicus
Stephanodes missionicus is een vliesvleugelig insect uit de familie Mymaridae. De wetenschappelijke naam is voor het eerst geldig gepubliceerd in 1967 door Ogloblin.